# 烏鱧
烏鱧（學名：Channa argus），又名北方蛇頭魚（Northern snakehead）、斑魚、黑魚、生鱼、烏魚、烏棒、蛇頭魚、文魚和才魚，属鱧科鱧屬，在中国是一种常见的食用鱼。

## 體型

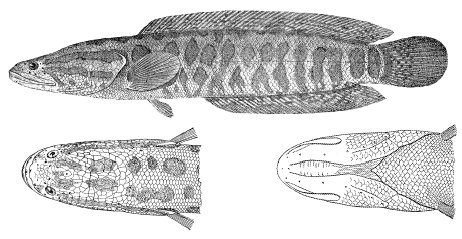
绘图《After Berg, 1933》

烏鱧有雄性大於雌性的現象，一般成年烏鱧的體長約在40至70公分之間，不過有些大型烏鱧的體長長達80公分以上，目前為止發現最大的烏鱧有接近1.5公尺之長（也有人說是1.2公尺），重達15磅（7公斤左右），據說是在俄羅斯被發現的。

## 特徵

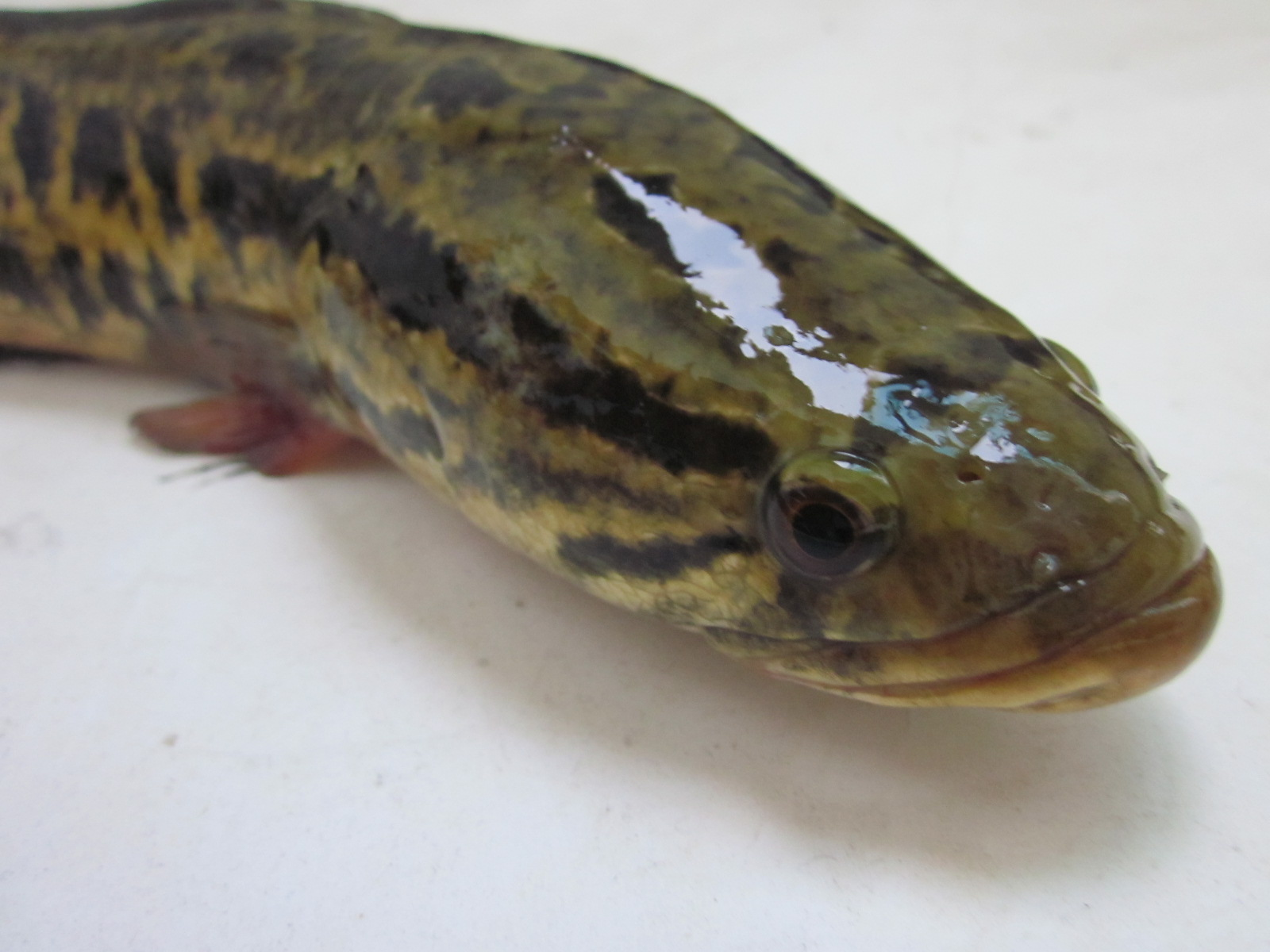
黑鱼头部。

烏鳢的口部延伸至眼部後方，長長的背鰭大約有49至50個鰭刺，而臀鰭則有不少于30個鰭刺。烏鳢的體色是其最明顯的特徵，一般大多為棕色，不過有少數部位可能為金色或蒼白色，烏鳢身體兩側的斑點呈現鞍狀排列。

## 經濟價值

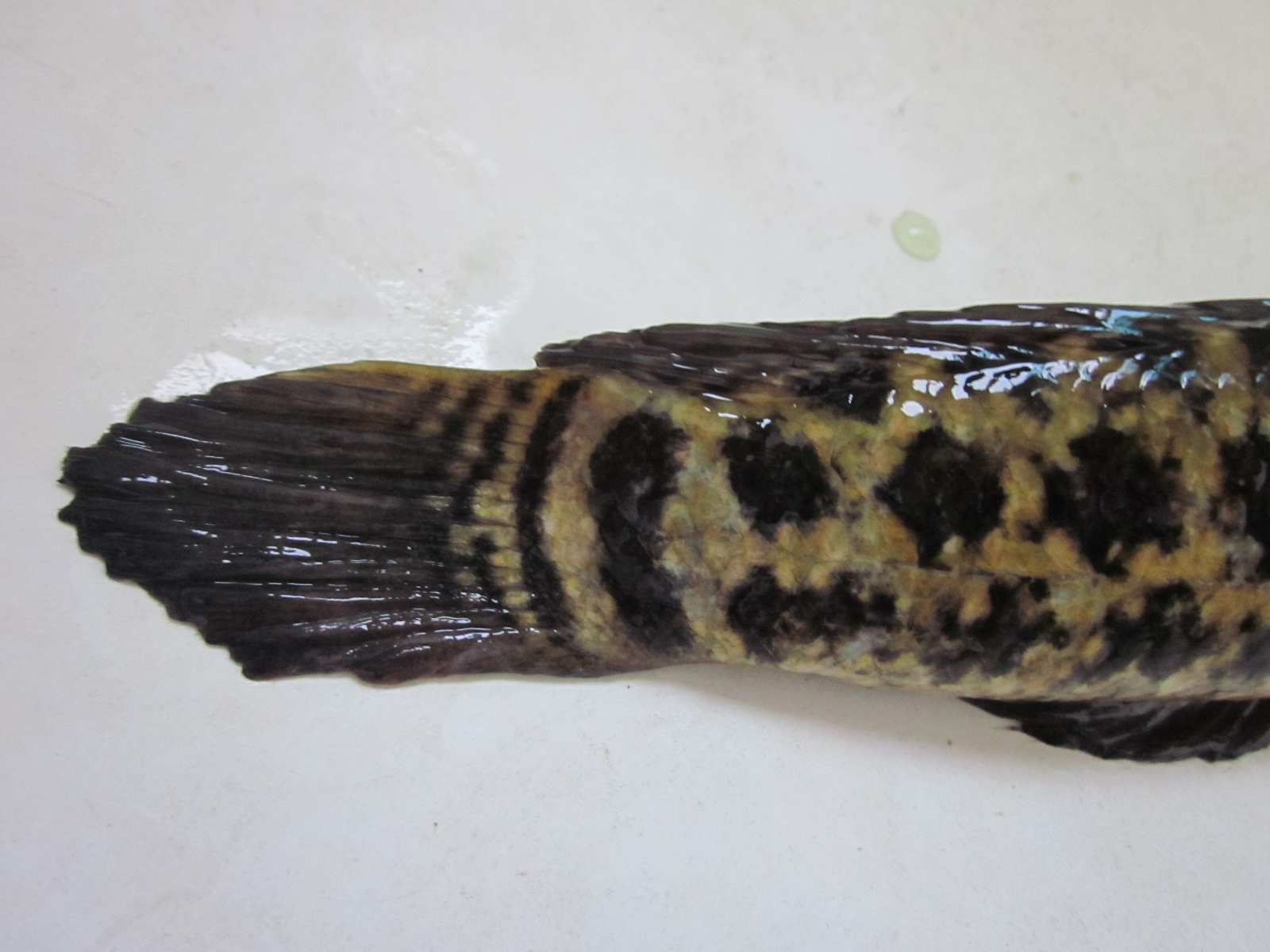
黑鱼尾部。

烏鳢在亞洲被廣泛視為一種十分美味的食用魚，在大部分餐廳及家庭菜式均有出現，廣東人尤喜加入西洋菜、陳皮、鴨腎等作湯；贵州人用黑鱼在发酵糯米和番茄制成的酸汤中炖制而成的酸汤鱼是贵州名菜。大韓民國在1992年時出產了500公噸左右的烏鳢，但烏鳢卻未成為地理位置相近的日本市場中十分普遍的魚種，而在其他地區，如鹹海和塔拉河，每年都各會有1－5公噸和10公噸的產量，台灣亦有引入了此種作為食用魚。

## 習性
牠們有鰓,也有輔助呼吸器官,只要有水氣就可以在旱災時躲在泥中度過。

### 生存環境
烏鳢自然分布于中国东部、朝鲜至俄罗斯远东地区各大水系等。常栖息于湖泊、河流及沟渠中以及常潜伏在水草茂盛处，喜好生存於底部為泥土、有水生植物與水流緩慢平靜的湖泊、河川、池塘、水庫以及運河等水域。该物种的模式产地在舟山群岛。

### 哺育與成長

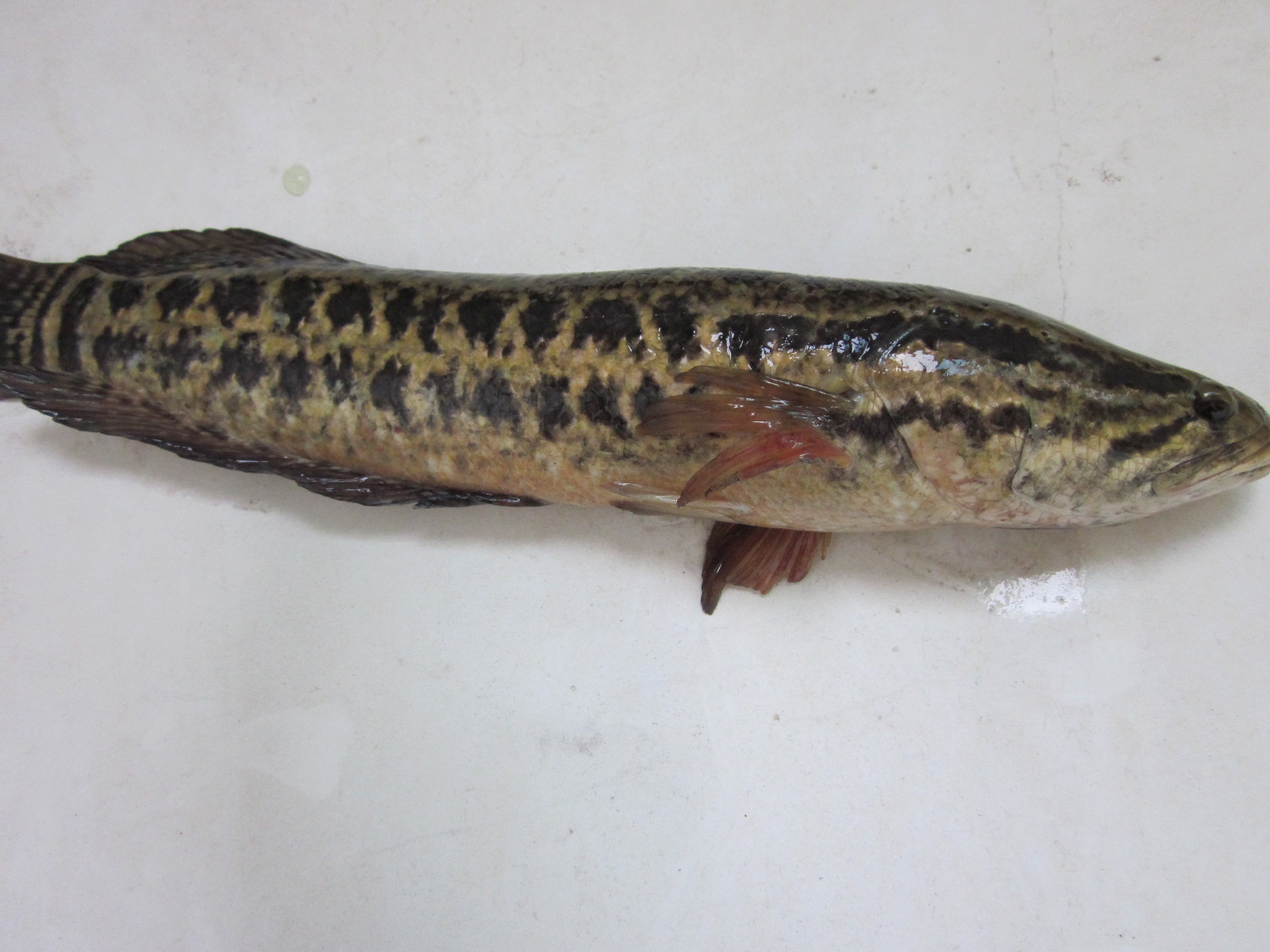
黑鱼侧面。

烏鳢的幼魚由兩隻成魚守護，並會把卵放置於60至80公分深的巢穴。烏鳢的在孵化時的第一天，長度大約是5.7毫米；在3天後則會長至7.3毫米，並且開始用魚鰓呼吸，血管會明顯增少，而胸鰭會變大；兩星期後，身長會達到1.1公分長；而1.8公分之後，就會開始食用小甲殼纲動物以及更為幼小的魚；直到長至4到4.5公分時，才會有斑點出現。成魚守護时会攻击游近的动物。

### 食性
烏鳢是肉食性動物，並且食量非常大。稚鱼以桡足类等为食；体长3至8公分时食昆虫、小虾、小鱼等，以后则以小鱼、蝌蚪及蛙等为食。在养鱼业被视为害鱼。 可吃下體型一半的魚。尤其喜欢在水面捕食。

## 經濟利用
烏鱧在亞洲被廣泛視為一種十分美味的食用魚，在大部分餐廳及家庭菜式均有出現；根據中醫理論，鱧魚味甘、性寒，具有補脾利水，清熱去風之功效；主治風濕水腫、腳氣、痔瘡等，含有多種氨基酸並有埋口生肌之效。故流行術後以鱧魚（特別是煮湯）進補，可促進傷口癒合。

## 入侵物种
作為食用魚，烏鳢曾在美國的紐約、休士頓、奧蘭多、聖路易等城市有大量販賣，但因有部份烏鳢流出，在野外大量繁衍，成为入侵物种，对当地生態造成破壞。2007年7月29日，美國當局禁止了烏鳢的進口。

## 大眾文化
烏鳢在2004年被拍成《恐怖食人魚》（Snakehead Terror）以及《科學怪魚》（Frankenfish）兩部電影，故事中是以烏鳢對生態的破壞為背景，不過《科學怪魚》劇中的烏鳢經基因改造體型龐大，而《恐怖食人魚》則是寫說烏鳢被加入赫爾蒙異常巨大。

## 外部連結
維基物種上的相關：烏鱧
- （英文）Invasive Species: Aquatic Species （页面存档备份，存于）